# Bärry
Bärry är ett varumärke för portionsförpackad fruktyoghurt som säljs i Sverige. Bärry skiljer sig från en del andra fruktyoghurtar genom att fruktinnehållet finns som sylt i botten av förpackningen och rörs upp i resten av yoghurten, eller lämnas orörd, före servering.
Bärry började att tillverkas 1969. Länge marknadsfördes yoghurten gemensamt av de svenska mejerierna. Varumärket ägdes av Milko fram till dess fusion med Arla Foods 2011. Som ett villkor för fusionen var Arla tvunget att sälja fem av Milkos varumärken. I februari 2012 meddelades att Bärry och barnyoghurten Tiger skulle säljas till norska Kavli.
Till smakerna i handeln 2009 hör körsbär, jordgubb/smultron, blåbär och rabarber/vanilj, samt de ekologiska yoghurtarna med smakerna vildhallon och smultron/körsbär. Det finns även smoothies med märket Bärry.